# Герб лондонського району Бекслі
Герб лондонського району Бекслі — офіційний герб лондонського району Бекслі, наданий 20 травня 1965 року.
Герби мають хвилясті лінії, що символізують річки Темзу, Крей і Шаттл, на яких розташований Бекслі. Золоті поля вгорі з дубом і внизу з зубчастим колесом символізують сільськогосподарські та мінеральні багатства округу. Дуб був узятий з герба колишньої ради Бекслі, а також символізував сільську природу більшої частини території ради. Червоний андріївський хрест не має офіційного значення, але можна зазначити, що він також є на гербі єпархії Рочестера, до якої належить більшість Бекслі.
Кінь у гербі — білий кінь Кента, традиційний символ графства. Цей кінь також був присутній на гербі колишнього муніципального району Бекслі та на гербі Крейфордського УДК. Кінь, що стоїть на брамі, символізує розташування району в історичному графстві Кент.
Щитотримачі — червоні олені з герба лорда Ердлі з Бельведер-хаусу. Подібний олень був частиною герба колишнього муніципального району Еріт. Щоб відрізнити оленів від щитотримачів в гербі Бекслі, вони вкриті нашийниками у вигляді срібних та синіх хвиль.
Девіз є перекладом латинського девізу «FORTITER ET RECTE», який є девізом Крейфорда.

## Блазон
Щит: Щит почетвертовано червоним андріївським хрестом у перому золотому полі — дуб, друге і третє покриті шестьма срібими і синіми хвилями, у четвертому — червоне зубчасте колесо. Клейнод: на золото-червоному буралеті срібна брама з двома вежами, на якій срібний здиблений кінь. Щитотримачі: з обох боків червоні олені із золотою зброєю та хвилястими синьо-срібними комірцями. Девіз «BOLDLY AND RIGHTLY».